# Elizabeth Canning

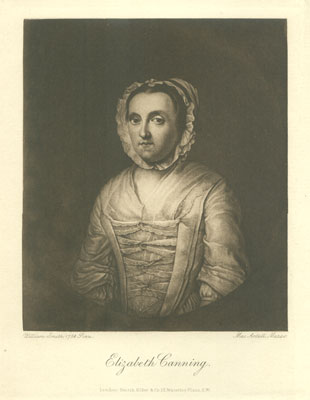
Foto de Elizabeth Canning.

Elizabeth Canning (Londres, 17 de setembro de 1734 - Wethersfield, junho de 1773) foi uma criada inglesa que alegou ter sido sequestrada e mantida contra sua vontade em um palheiro por quase um mês. Ela acabou se tornando o centro de um dos mais famosos mistérios criminais ingleses do século XVIII.
Ela desapareceu em 1 de janeiro de 1753, antes de retornar quase um mês depois para a casa de sua mãe em Aldermanbury na cidade de Londres, emaciada e em "estado deplorável". Depois de ser questionada por amigos e vizinhos preocupados, ela foi entrevistada pelo vereador local, que emitiu um mandado de prisão para Susannah Wells, a mulher que ocupava a casa em que Canning estava supostamente detida. Na casa de Wells, em Enfield Wash, Canning identificou Mary Squires como outro de seus captores, o que levou à prisão e detenção de Wells e Squires. O magistrado de Londres Henry Fielding envolveu-se no caso, ficando do lado de Canning. Outras prisões foram feitas e vários depoimentos de testemunhas foram feitos, e Wells e Squires foram finalmente julgadas e consideradas culpadas - Mary Squires é acusada de roubo, crime punível com a morte.
No entanto, Crisp Gascoyne, juiz de primeira instância e lorde prefeito de Londres, ficou descontente com o veredicto e iniciou sua própria investigação. Ele falou com testemunhas cujo depoimento implicava que Squires e sua família não poderiam ter sequestrado Canning, e entrevistou várias das testemunhas de acusação, algumas das quais retrataram seus depoimentos anteriores. Ele ordenou a prisão de Canning, após o que ela foi julgada e considerada culpada de perjúrio. Squires foi perdoada e Canning sentenciada a um mês de prisão e sete anos de desterro.
O caso de Canning colocou dois grupos de crentes um contra o outro: os pró-Canning ("Canningitas") e os pró-Squires ("egípcios"). Gascoyne foi abertamente abusado e atacado na rua, enquanto autores interessados travaram uma feroz guerra de palavras sobre o destino da jovem, muitas vezes implacável empregada. Ela morreu em Wethersfield, Connecticut, em 1773, mas o mistério em torno de seu desaparecimento permanece sem solução.

## História

### Contexto
Canning nasceu em 17 de setembro de 1734 na cidade de Londres e era a mais velha dos cinco filhos sobreviventes de William (um carpinteiro) e Elizabeth Canning. A família morava em dois quartos em Aldermanbury Postern (uma extensão ao norte de Aldermanbury que antigamente ia de um portão secundário na London Wall até a Fore Street - que não existe mais) em Londres. Aldermanbury era um bairro respeitável, mas não particularmente rico. Canning nasceu na pobreza. Seu pai morreu em 1751 e sua mãe e quatro irmãos compartilhavam uma propriedade de dois quartos com James Lord, um aprendiz. Lord ocupou a sala da frente do prédio, enquanto a família de Canning morava na sala dos fundos. Seus estudos foram limitados a apenas alguns meses em uma escola de escrita e, aos 15 ou 16 anos, ela trabalhou como empregada doméstica na casa do publicano John Wintlebury, que a considerava uma garota honesta, mas tímida. A partir de outubro de 1752, ela morou na casa vizinha de um carpinteiro, Edward Lyon, que compartilhava da opinião de Wintlebury sobre a jovem serva. Canning foi descrita como uma menina rechonchuda de 18 anos, com cerca de 1,5 m de altura e rosto marcado por varíola, nariz longo e reto e olhos arregalados.

### Desaparecimento
Canning desapareceu em 1º de janeiro de 1753. Sem trabalhar naquele dia, ela passou um tempo com sua família e fez planos de ir às compras com sua mãe depois de visitar sua tia e tio (Alice e Thomas Colley), mas mudou de ideia e permaneceu com eles até a noite. Por volta das 21h, acompanhada por sua tia e tio por cerca de dois terços da viagem, ela partiu para retornar a seus aposentos em Aldermanbury.
Quando ela não voltou para seu alojamento na casa de Edward Lyon, seu empregador foi procurá-la duas vezes na casa de sua mãe. A Sra. Canning enviou seus outros três filhos a Moorfields para procurá-la, enquanto James Lord foi para os Colleys, que disseram a ele que haviam deixado Elizabeth por volta das 21h30 perto da igreja Aldgate em Houndsditch. Na manhã seguinte, a Sra. Canning também viajou para a casa dos Colleys, mas sem sucesso, pois Elizabeth ainda estava desaparecida. Os vizinhos foram questionados se sabiam de seu paradeiro e semanas se passaram enquanto a Sra. Canning procurava sua filha no bairro, e seus parentes vasculhavam a cidade. Um anúncio foi colocado nos jornais, as orações foram lidas em voz alta nas igrejas e casas de reunião, mas além do relato de um "grito de mulher" de uma carruagem de aluguel em primeiro de janeiro, nenhuma pista foi encontrada sobre o desaparecimento de Elizabeth.

### Reaparecimento
Canning reapareceu por volta das 22h do dia 29 de janeiro de 1753. Ao ver sua filha, que ela não via há quase um mês, Elizabeth Canning desmaiou. Uma vez recuperada, ela enviou James Lord para buscar vários vizinhos, e dentro de apenas alguns minutos a casa estava cheia. Elizabeth foi descrita como estando em uma "condição deplorável": seu rosto e mãos estavam pretos de sujeira, ela usava uma camisa, uma anágua e uma camisola. Um pano sujo amarrado em volta de sua cabeça estava encharcado com sangue de uma orelha ferida. De acordo com sua história, ela foi atacada por dois homens perto do Hospital Bedlam. Eles a tinham parcialmente despido, roubado e batido em sua têmpora, deixando-a inconsciente. Ela acordou "por uma estrada larga, onde havia água, com os dois homens que me roubaram" e foi forçada a caminhar até uma casa, onde uma velha perguntou se ela "seguiria o seu caminho" (virar prostituta). Canning recusou, e a mulher cortou o espartilho, deu um tapa no rosto e empurrou-a escada acima para um loft. Lá a jovem criada havia permanecido quase um mês, sem visitantes e sobrevivendo apenas de pão e água. As roupas que ela usava foram retiradas de uma lareira no loft. Canning finalmente escapou puxando algumas tábuas de uma janela e caminhado por cinco horas até  sua casa. Ela se lembra de ter ouvido o nome "Wills or Wells", e quando viu pela janela um cocheiro que reconheceu, pensou que ela tivesse sido detida na Hertford Road. Com base nessa evidência, John Wintlebury e um jornaleiro local, Robert Scarrat, identificaram a casa como sendo a da "Mãe" Susannah Wells em Enfield Wash, a quase 16 km de distância.
Seu reaparecimento e a explicação subsequente (incluindo a suposição de que ela havia sido detida na casa de Wells) foram publicadas no dia seguinte no London Daily Advertiser. Ela foi visitada pelo farmacêutico, mas com o pulso fraco e tão fraco que ela mal conseguia falar, ela vomitou o remédio que ele lhe deu. Ele administrou vários clísteres até ficar satisfeito com os resultados, após o que Canning foi levada por seus amigos e vizinhos ao Guildhall para ver o vereador Thomas Chitty, para pedir que ele emitisse um mandado de prisão de Wells.